# Красный Октябрь (Новосибирская область)
Кра́сный Октя́брь — посёлок в Мошковском районе Новосибирской области. Входит в состав Сарапульского сельсовета. 

## География
Площадь посёлка — 1 гектар.

## Население
| 2002 | 2007 | 2010 |
| ---- | ---- | ---- |
| 4    | ↘1   | →1   |

## Инфраструктура
На 2017 год всю территорию посёлка занимают дачные сообщества, а также действуют 2 продуктовых магазина.